# ميليسا باشمان
ميليسا باشمان (بالإنجليزية: Melissa Bachman)‏ هي منتجة تلفزيونية أمريكية، ولدت في 1984.